# Eric Krenz
Eric Christian William Krenz (ur. 7 maja 1906 w Stockton, zm. 18 sierpnia 1931 w Emerald Bay w jeziorze Tahoe) – amerykański lekkoatleta, dyskobol i kulomiot, olimpijczyk.

## Kariera sportowa
Zajął 4. miejsce w pchnięciu kulą na igrzyskach olimpijskich w 1928 w Amsterdamie, za swymi kolegami z reprezentacji Stanów Zjednoczonych Johnem Kuckiem i Hermanem Brixem oraz Niemcem Emilem Hirschfeldem.
9 marca 1929 w Stanford ustanowił rekord świata w rzucie dyskiem wynikiem 49,90 m, który następnie poprawił 17 maja 1930 w Palo Alto rzutem na odległość 51,03 m.
Był mistrzem Stanów Zjednoczonych (AAU) w rzucie dyskiem w 1927 i 1929, a także wicemistrzem w pchnięciu kulą w 1929 oraz brązowym medalistą w tej konkurencji w 1927. Był akademickim mistrzem Stanów Zjednoczonych (NCAA) w rzucie dyskiem w 1928 oraz akademickim mistrzem USA (IC4A) w pchnięciu kulą w 1928 i w rzucie dyskiem w latach 1928–1930.
Zmarł tragicznie przez utonięcie w jeziorze Tahoe. Podczas przejażdżki łódką postanowił popływać i prawdopodobnie doznał skurczu.  

## Rekordy życiowe
źródło:
- rzut dyskiem – 51,03 m (17 maja 1930, Palo Alto)
- pchnięcie kulą – 15,73 m (8 marca 1930, Palo Alto)